# 3.ª División (Estonia)
La 3ª División del Ejército Estonio fue una de las tres divisiones estonias creadas durante la Guerra de Independencia de Estonia, que estuvo activa hasta la ocupación soviética de Estonia. Desde la restauración de la independencia en 1991, no hay divisiones actualmente entre las Fuerzas de Defensa Estonias. El primer comandante de la división fue Ernst Põdder.

## Historia
El personal de la 3ª División tenía su base en Tallin. Desde el 1 de febrero de 1940, la división estaba compuesta por el Distrito Militar de Harju y el Distrito Militar de Lääne-Saare.

### Orden de batalla
La estructura de la unidad en 1939 era la siguiente:
- Regimiento de Automóviles y Tanques
- 6º Batallón de Infantería Independiente
- 9º Batallón de Infantería Independiente
- 10º Batallón de Infantería Independiente
- Batallón Partisano Sakala
- Batallón de Infantería Independiente Kalev
- Batallón de Infantería Independiente Scouts
- Batallón de Ingenieros
- Batallón de Señales
- Grupo de Artillería 5